# 中国人民解放军陆军合成第八十旅
合成第八十旅（英語：80th Combined Arms Brigade），又称“常勝勁旅”，是中国人民解放军陆军第八十二集团军下辖的一个轻型合成旅，驻地河北省石家庄市。

## 历史概述
该旅最早编制可追溯至1942年7月1日成立的國民革命軍第十八集團軍膠東軍區東海獨立團，後歷經改革成為第二十七軍第八十師。
該部曾跟隨第九兵團入朝，參加長津湖戰役，在時任二十七軍副軍長兼八十師師長詹大南的指揮下，全殲美軍第31團級戰鬥隊，為朝鮮戰爭中中國人民志願軍整編制殲滅美軍的最大戰果。
回国后，第八十师也成为全军最早改编的摩托化步兵师，1998年改变为摩托化步兵旅，2017年改为现有编制。

## 沿革
参考资料：
| 部隊番號               | 使用時期               |
| ---------------------- | ---------------------- |
| 膠東軍區東海獨立團     | 1942年7月1日-1943年3月 |
| 膠東軍區東海軍分區     | 1943年3月-1945年8月    |
| 膠東軍區警備第四旅     | 1945年8月-1946年6月    |
| 膠東軍區第六師         | 1946年6月-1947年2月    |
| 華東野戰軍第二十六師   | 1947年2月-1949年2月    |
| 中国人民解放军第八十師 | 1949年2月-1960年1月    |
| 陆军第八十师           | 1960年1月-1971年8月    |
| 陆军摩托化第八十师     | 1971年8月-1985年9月    |
| 摩托化步兵第八十师     | 1985年9月-1998年11月   |
| 摩托化步兵第八十旅     | 1998年11月-2017年4月   |
| 合成第八十旅           | 2017年4月至今          |

## 荣誉
- 淮海战役一等功团：第八十师第二三八团
- 老山作战神炮连：第八十师炮兵团五连
- 新兴里战斗模范连：第八十师第二三九团四连

## 流行文化
- 長津湖 (電影)[3]：电影中的“七连”原型正是第八十师第二三九团四连，连长伍千里原型为时任连长李昌言